# John Stones
Pour les articles homonymes, voir Stones (homonymie).
John Stones, né le 28 mai 1994 à Barnsley, est un footballeur international anglais qui joue au poste de défenseur central à Manchester City.

## Biographie

### Barnsley FC
Formé au Barnsley FC, John Stones dispute son premier match en équipe première le 17 mars 2012 face à Reading (défaite 0-4). Il prend part à deux matchs durant sa première saison au niveau professionnel.
Le 11 août 2012, Stones marque son premier but pour les Tykes contre Rochdale en Coupe de la Ligue anglaise.

### Everton FC
Le 31 janvier 2013, il signe un contrat de cinq ans et demi en faveur d'Everton. Il fait ses débuts avec les Toffees le 28 août 2013 lors d'un match de Coupe de la Ligue anglaise face à Stevenage. Le 14 septembre suivant, il prend part à son premier match de Premier League face à Chelsea (victoire 1-0).
Le 26 avril 2015, Stones inscrit son premier but avec Everton lors de la victoire des siens sur Manchester United (3-0) en Premier League.

### Manchester City FC
Le 9 août 2016, il signe un contrat de six saisons avec Manchester City. Il devient alors le défenseur le plus cher de l'histoire avec un transfert estimé à 55,6 millions d'euros. Le 6 janvier 2017, il inscrit son premier but avec le club de Manchester lors d'un match de Coupe d'Angleterre face à West Ham (0-5).
Reconvertie en milieu de terrain par Pep Guardiola, il fera partie des 11 titulaires permettant à Manchester City de gagner sa première Ligue des champions de son histoire le 10 juin 2023.

### En sélection
Le 13 août 2013, il dispute sa première rencontre avec l'équipe d'Angleterre espoirs face à l'Écosse (victoire 6-0).
En mai 2014, Roy Hodgson communique sa liste de joueurs pour la Coupe du monde 2014 au Brésil. Stones figure parmi les réservistes.
Le 30 mai 2014, John Stones honore sa première sélection avec l'Angleterre lors du match amical face au Pérou (3-0 pour les Anglais). Il entre en jeu à un quart d'heure de la fin du temps réglementaire en remplaçant son coéquipier en club Leighton Baines .
Le 31 mai 2016, il est sélectionné en équipe d'Angleterre par Roy Hodgson pour disputer l'Euro 2016. Il ne participe à aucun match de la compétition et l'Angleterre est éliminée dès les huitièmes de finale par l'Islande (1-2).
John Stones fait partie des vingt-trois joueurs sélectionnés en équipe d'Angleterre pour disputer la Coupe du monde 2018.
Le 24 juin 2018, Stones inscrit ses deux premiers buts en sélection face au Panama (6-1). Éliminés face à la Croatie en demi-finale (2-1 après prolongation), les Three Lions s'inclinent également lors du match pour la troisième place contre la Belgique (2-0).
Deux ans plus tard, il est de nouveau convoqué pour participer à l'Euro 2020.
Le 10 novembre 2022, il est sélectionné par Gareth Southgate pour participer à la Coupe du monde 2022.
En juin 2024, il fait partie de la liste des 26 joueurs convoqués par Gareth Southgate pour disputer l'Euro 2024.

## Statistiques
| Saison                | Club                  | Championnat           | Championnat | Championnat | Coupe nationale | Coupe nationale | Coupe de la Ligue | Coupe de la Ligue | Supercoupe | Supercoupe | Compétition(s) continentale(s) | Compétition(s) continentale(s) | Compétition(s) continentale(s) | Coupe du monde des clubs | Coupe du monde des clubs | Angleterre | Angleterre | Total | Total |
| Saison                | Club                  | Division              | M.          | B.          | M.              | B.              | M.                | B.                | M.         | B.         | Comp.                          | M.                             | B.                             | M.                       | B.                       | M.         | B.         | M.    | B.    |
| 2011-2012             | Barnsley FC           | Championship          | 2           | 0           | -               | -               | -                 | -                 | -          | -          | -                              | -                              | -                              | -                        | -                        | -          | -          | 2     | 0     |
| 2012-2013             | Barnsley FC           | Championship          | 22          | 0           | 2               | 0               | 2                 | 1                 | -          | -          | -                              | -                              | -                              | -                        | -                        | -          | -          | 26    | 1     |
| Sous-total            | Sous-total            | Sous-total            | 24          | 0           | 2               | 0               | 2                 | 1                 | -          | -          | -                              | -                              | -                              | -                        | -                        | -          | -          | 28    | 1     |
| 2013-2014             | Everton FC            | Premier League        | 21          | 0           | 2               | 0               | 3                 | 0                 | -          | -          | -                              | -                              | -                              | -                        | -                        | 2          | 0          | 28    | 0     |
| 2014-2015             | Everton FC            | Premier League        | 23          | 1           | 2               | 0               | -                 | -                 | -          | -          | C3                             | 3                              | 0                              | -                        | -                        | 2          | 0          | 30    | 1     |
| 2015-2016             | Everton FC            | Premier League        | 33          | 0           | 2               | 0               | 6                 | 0                 | -          | -          | -                              | -                              | -                              | -                        | -                        | 6          | 0          | 47    | 0     |
| Sous-total            | Sous-total            | Sous-total            | 77          | 1           | 6               | 0               | 9                 | 0                 | -          | -          | -                              | 3                              | 0                              | -                        | -                        | 10         | 0          | 105   | 1     |
| 2016-2017             | Manchester City       | Premier League        | 27          | 0           | 4               | 1               | 1                 | 0                 | -          | -          | C1                             | 9                              | 1                              | -                        | -                        | 8          | 0          | 49    | 2     |
| 2017-2018             | Manchester City       | Premier League        | 18          | 0           | 2               | 0               | 4                 | 0                 | -          | -          | C1                             | 5                              | 3                              | -                        | -                        | 15         | 2          | 44    | 5     |
| 2018-2019             | Manchester City       | Premier League        | 24          | 0           | 5               | 0               | 3                 | 0                 | 1          | 0          | C1                             | 6                              | 0                              | -                        | -                        | 5          | 0          | 44    | 0     |
| 2019-2020             | Manchester City       | Premier League        | 16          | 0           | 3               | 0               | 3                 | 0                 | 1          | 0          | C1                             | 1                              | 0                              | -                        | -                        | 1          | 0          | 25    | 0     |
| 2020-2021             | Manchester City       | Premier League        | 24          | 4           | 1               | 0               | 1                 | 1                 | -          | -          | C1                             | 11                             | 0                              | -                        | -                        | 10         | 0          | 47    | 5     |
| 2021-2022             | Manchester City       | Premier League        | 14          | 1           | 4               | 0               | 1                 | 0                 | -          | -          | C1                             | 8                              | 0                              | -                        | -                        | 10         | 1          | 37    | 2     |
| 2022-2023             | Manchester City       | Premier League        | 22          | 2           | 2               | 0               | 1                 | 0                 | -          | -          | C1                             | 8                              | 1                              | -                        | -                        | 9          | 0          | 42    | 3     |
| 2023-2024             | Manchester City       | Premier League        | 16          | 1           | 3               | 0               | -                 | -                 | 1          | 0          | C1                             | 6                              | 0                              | 2                        | 0                        | 10         | 0          | 38    | 1     |
| 2024-2025             | Manchester City       | Premier League        | 11          | 2           | 1               | 0               | 2                 | 0                 | -          | -          | C1                             | 6                              | 1                              | -                        | -                        | 4          | 0          | 24    | 3     |
| 2025-2026             | Manchester City       | Premier League        | 1           | 0           | 0               | 0               | 0                 | 0                 | -          | -          | C1                             | 0                              | 0                              | -                        | -                        | 0          | 0          | 1     | 0     |
| Sous-total            | Sous-total            | Sous-total            | 173         | 10          | 25              | 1               | 16                | 1                 | 3          | 0          | -                              | 60                             | 6                              | 2                        | 0                        | 72         | 3          | 351   | 21    |
| Total sur la carrière | Total sur la carrière | Total sur la carrière | 274         | 11          | 33              | 1               | 27                | 2                 | 3          | 0          | -                              | 63                             | 6                              | 2                        | 0                        | 82         | 3          | 484   | 23    |

## Palmarès

### En club
|  |  | Manchester City - Ligue des champions - Vainqueur : 2023 - Finaliste : 2021 - Championnat d'Angleterre - Champion : 2018, 2019, 2021, 2022, 2023 et 2024 - Supercoupe d'Europe - Vainqueur : 2023 - Coupe du monde des clubs de la FIFA - Vainqueur : 2023 - Coupe d'Angleterre - Vainqueur : 2019 et 2023 - Finaliste : 2024 - Coupe de la Ligue anglaise - Vainqueur : 2018, 2019, 2020 et 2021 - Community Shield - Vainqueur : 2018 et 2019 |

### En sélection nationale
Angleterre
- Euro
  - Finaliste : 2021 et 2024

## Distinction individuelle
- Membre de l'équipe type de Premier League en 2023[10].
- Membre de l'équipe type de la FIFA FIFPro World11 en 2023[11]
- Membre de l'équipe type de l’UEFA en 2023.